# Torre Fortore
La Torre Fortore è una torre costiera situata a Marina di Lesina, frazione del comune di Lesina, presso la vecchia foce del fiume Fortore.
Torre Fortore, una delle torri costiere più grandi del Gargano, più volte rimaneggiata, ha una pianta quadrangolare a tronco di piramide.
La costruzione di questa torre fu iniziata in seguito ad una concessione del 1485 con la cui il re Ferdinando d'Aragona conferiva a Riccardo d'Orefice la facoltà di costruire una torre a difesa del porto e della spiaggia del Fortore. 
La fabbrica fu iniziata però solo nel 1519. Nello stesso anno Carlo V ripeté la concessione a favore di Antonio de Francesco obbligandolo a costruire la torre entro due anni. Venuto a morte poco dopo, gli successe nella concessione il figlio Geronimo e a questi, in seguito, l'altro figlio Agostino. Nel 1560, per debiti contratti dall'ultimo successore di Agostino, la torre, terminata intorno al 1540, venne confiscata dalla Reale Corte.
L'accesso alla torre era in alto con scala di legno retrattile, in seguito sostituita da una rampa in muratura, collocata sulla parete a monte. 
La parete rivolta verso il mare è cieca (perché più esposta al pericolo), le due laterali sono munite solo di finestre.
In questa zona sboccava anticamente il fiume Fortore, costituito allora da un piccolo delta di due rami, i cui avanzi erano il Fiume Morto, vicino alla Torre Fortore, ed Acquarotta, vicino all'antico porto di approdo di Lesina (Italia).

## I porti e i magazzini di Torre Fortore
Nel 1780-90, dopo una grande piena, il fiume lasciava il suo primo sbocco e si apriva l'attuale nuova foce (Bocca Nuova). Il gran volume delle sue acque perenni, oggi ridotte a misera quantità, permetteva l'accesso a grossi battelli e lo scambio di merci e prodotti di ogni genere con i paesi limitrofi.
Gli approdi della Torre Fortore e di Acquarotta, detti appunto porti, servivano a spedire mercanzie a San Severo, a Foggia, a Napoli e a Salerno. 
Proprio per questi scambi furono costruiti dai monaci di Ripalta dei magazzini vicino alla Torre Fortore, in parte rovinati dal terremoto del 26 luglio 1805, detto di S. Anna.
I monaci esigevano un tributo di soggiorno per le merci depositate nei magazzini e dai viandanti.
(G. M. Galanti visitando la Capitanata)
Nel 1807 i magazzini di rifornimento per le isole Tremiti di Torre Fortore furono assaliti da russi e inglesi che, varie volte respinti, non riuscirono a impedire alla piccola guarnigione di fornire i viveri allo stremato presidio tremitese, che poté ancora valorosamente resistere e costringere i nemici a togliere l'assedio.
Nel 1814 i francesi posero sulla torre un semaforo in corrispondenza di Tremiti, Scampamorte, Serracapriola e Termoli. In quello stesso anno, come profugo, vi approdava il detronizzato re Gustavo IV di Svezia, che chiedeva di sbarcare, per riposarsi dalle fatiche del lungo viaggio. 
La guardia civica, adibita alla sorveglianza sanitaria della costa, non volle permetterlo, senza espressa autorizzazione del re di Napoli. 
Il re, stanco dell'attesa, ripartì prima che da Napoli giungesse l'ordine favorevole del re Gioacchino. 
La torre fu poi adibita a posto di guardia costiera di finanza. Sgombrata per qualche anno a causa del pericolo di crollo, venne, poi, restaurata interamente e adibita di nuovo al servizio di sorveglianza doganale per lungo tempo. 
Oggi è occupata dalle guardie forestali.